# Gröbi

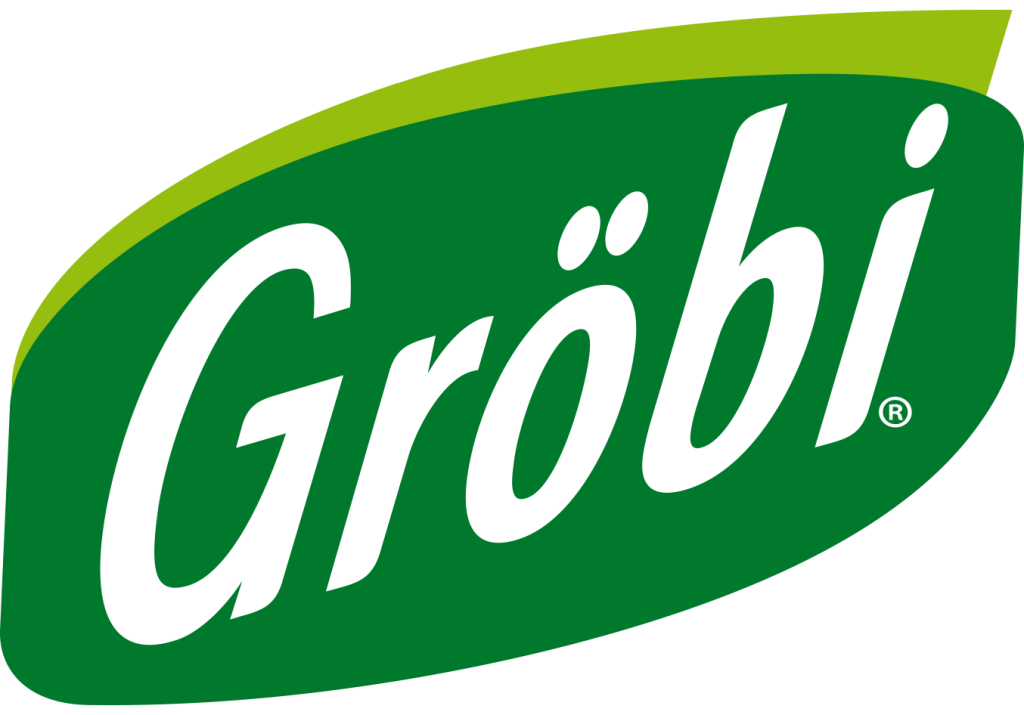
Gröbi Logo

Gröbi ist eine zuckerfreie Getränkemarke, die seit 1967 auf dem österreichischen Markt erhältlich ist. Die Getränke werden in Österreich hergestellt für die DrinkStar GmbH in Rosenheim in Bayern, Deutschland. In Deutschland sind die Produkte unter dem Markennamen „Deit“ bekannt, wobei in Österreich teilweise andere Geschmacksrichtungen angeboten werden.

## Geschichte
1967 kam Gröbi als erstes zuckerfreies Erfrischungsgetränk auf den österreichischen Markt. Bis 1998 war Gröbi eine Marke der deutschen Kajo-Gruppe von Joachim Müller mit Sitz in Gröbenzell in der Nähe von München. Die DrinkStar GmbH aus Rosenheim, eine Tochterfirma von Symrise, übernahm schließlich die Marke.

## Produktpalette
Die Gröbi-Produkte sind zuckerfrei und enthalten Vitamine. Gröbi ist in 8 verschiedenen Geschmacksrichtungen erhältlich.

## Ökonomische Situation
Gröbi ist in Österreich Marktführer der zuckerfreien Fruchtlimonaden.